# آلتاستنبرگ
آلتاستنبرگ دهکده ای در نزدیکی شهر وینتربرگ در ایالت نوردراین-وستفالن آلمان است.